# Liste antiker Ortsnamen und geographischer Bezeichnungen/Zo
| Lateinischer Name | Griechischer Name | Beschreibung                                                          | Heute                                                                       | Quellen und Verweise | Lage |
| ----------------- | ----------------- | --------------------------------------------------------------------- | --------------------------------------------------------------------------- | -------------------- | ---- |
| Zoara             | Ζοάρα (Zoara)     | Siedlung an der Ostküste des Toten Meeres                             |                                                                             | Smith;               |      |
| Zoelae            |                   |                                                                       |                                                                             | Smith;               |      |
| Zoetia            |                   |                                                                       |                                                                             | Smith;               |      |
| Zombis            |                   |                                                                       |                                                                             | Smith;               |      |
| Zone              | Ζώνη (Zōnē)       | Stadt in Thrakien                                                     | bei Makri westlich von Alexandroupoli in Griechenland                       | Smith;               |      |
| Zorambus          |                   |                                                                       |                                                                             | Smith;               |      |
| Zorlanae          |                   |                                                                       |                                                                             | Smith;               |      |
| Zoroanda          |                   |                                                                       |                                                                             | Smith;               |      |
| Zoster            | Ζωστήρ (Zōstēr)   | Vorgebirge an der Küste von Attika mit einem Tempel des Apollo Zoster | Halbinseln Megalo Kavouri und Mikro Kavouri vor Vouliagmeni in Griechenland | PECS; Smith;         |      |